# باستر وليامز
باستر وليامز (بالإنجليزية: Buster Williams)‏ هو عازف جاز وملحن أمريكي، ولد في 17 أبريل 1942 في كامدن في الولايات المتحدة.

## وصلات خارجية
- الموقع الرسمي
- باستر وليامز على موقع IMDb (الإنجليزية)
- باستر وليامز على موقع ميوزك برينز (الإنجليزية)
- باستر وليامز على موقع أول ميوزيك (الإنجليزية)
- باستر وليامز على موقع ديسكوغز (الإنجليزية)
- باستر وليامز على موقع ديسكوغز (الإنجليزية)